# Hotel Ardealul

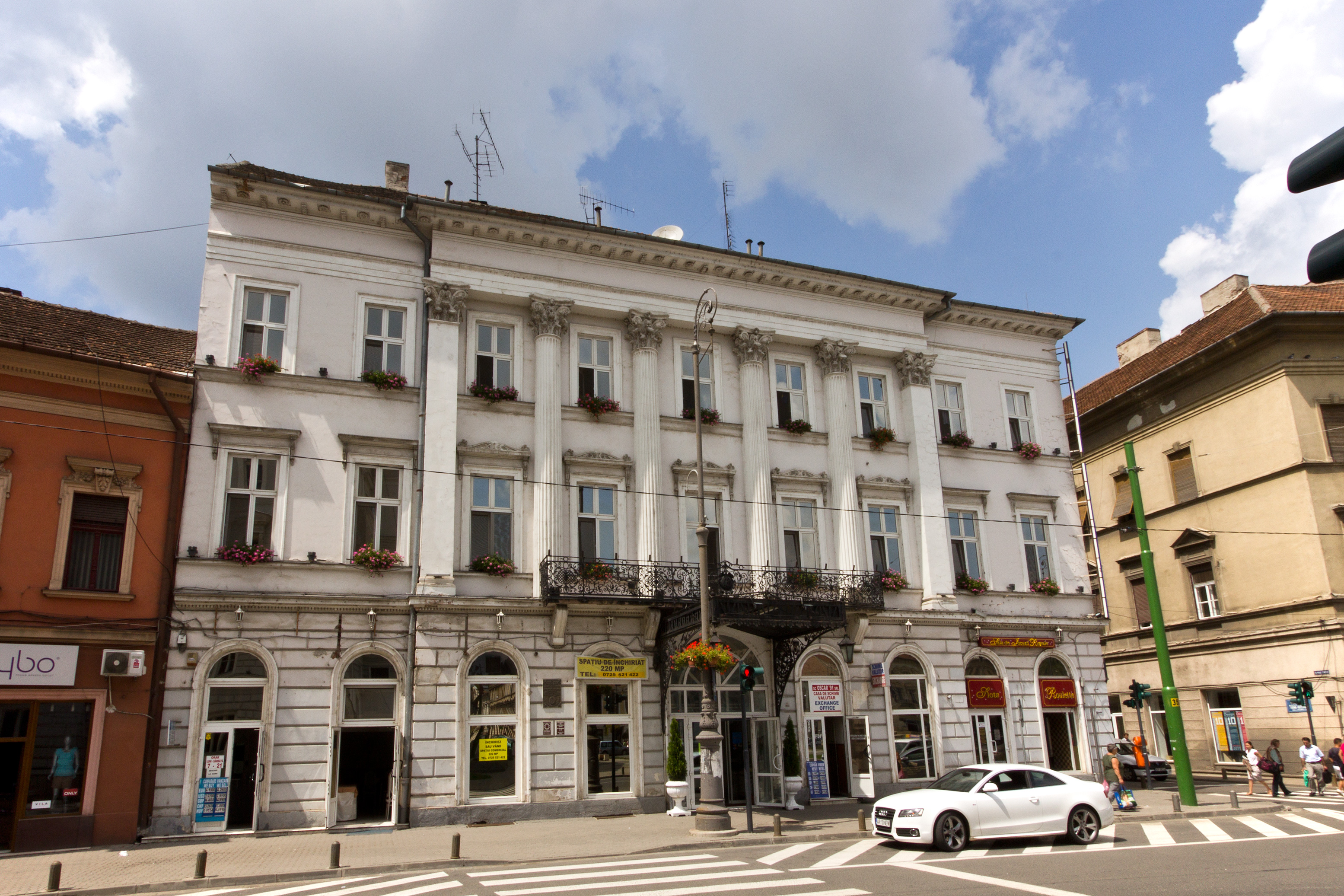
Hotel Ardealul, 2011

Das Hotel Ardealul  (auch Hotel zum Weißen Kreuz, rumänisch Hotelul Crucea Albă) ist ein denkmalgeschütztes Gebäude im I. Bezirk Centru der rumänischen Stadt Arad. Es befindet sich direkt neben dem Staatstheater.

## Geschichte
Bereits im 18. Jahrhundert war an der Stelle, an der sich heute das Hotel befindet, die Herberge zum Weißen Kreuz. Die Poststation, die sich vor der Herberge an der Strecke Wien–Arad–Hermannstadt befand, gab dieser den Namen.
Nach der Einführung der Eisenbahnlinie Arad – Alba Iulia im Jahr 1868 wurde die Poststation eingestellt und das Hotel zum Weißen Kreuz eröffnet.
Im Hotel Ardealul wurde 1863 unter dem Einfluss der Emanzipationsbewegung der Rumänen in Siebenbürgen der Rumänische Kulturverband Arad, eine Gesellschaft zur Förderung der rumänischen Literatur und Kultur, gegründet mit ähnlichen Zielen wie die ASTRA in Sibiu (1861).
Im Jahre 1872 fand im Festsaal des Hotels die Versammlung von 300 rumänischen Spitzenpolitikern unter der Leitung von Alexandru Mocioni statt, mit dem Zweck eine politische Organisation der Rumänen aus Westsiebenbürgen zu gründen.
Das Hotel verfügte über einen großen Fest- und Konzertsaal (heute Kino Mureșul), in dem im Laufe der Jahre berühmte Musiker wie Franz Liszt (1846), Johann Strauss (Sohn) (1847), Johannes Brahms (1879) oder der Geigenspieler Pablo Casals (1912) konzertierten. Das Original–Piano des Hotels befindet sich im Kulturpalast der Stadt Arad.
Das Hotel beherbergte im Laufe der Jahre zahlreiche berühmte Persönlichkeiten, wie Kaiser Franz Josef, Ady Endre, Jules Massenet und János Arany, George Coșbuc, Ion Luca Caragiale, Octavian Goga, George Enescu.

## Beschreibung
Das Hotel Ardealul wurde im Jahr 1841 im neoklassischen Stil nach den Plänen des Architekten Franz Mahler erbaut und 1974 aufwendig renoviert. Es hat 190 Betten und verfügt über ein Casino, eine Wechselstube, eine Diskothek und ein hauseigenes Restaurant mit 80 Plätzen.